# Bambi
Bambi è un film d'animazione del 1942 diretto da David Hand.
È un lungometraggio di animazione statunitense, prodotto da Walt Disney e basato sul romanzo Bambi, la vita di un capriolo di Felix Salten. Il film fu distribuito da RKO Radio Pictures negli Stati Uniti il 13 agosto 1942 ed è il 5º Classico Disney. In Italia uscì l'11 febbraio 1948.
I protagonisti sono Bambi, un cervo dalla coda bianca, i suoi genitori (il Grande Principe della foresta e la madre senza nome), i suoi amici Tamburino (un coniglio dal naso rosa), Fiore (una moffetta) e la sua amica d'infanzia e futura compagna Faline. Per il film la Disney si prese la libertà di cambiare la specie di Bambi in un cervo dalla coda bianca dalla sua specie originale di capriolo, dal momento che essi non abitano gli Stati Uniti d'America e il cervo dalla coda bianca sarebbe stato più familiare per il pubblico locale. Il film ricevette tre nomination agli Oscar: miglior sonoro (Sam Slyfield), migliore canzone (per Love Is a Song cantata in originale da Donald Novis) e migliore colonna sonora. Fu il film con il maggiore incasso nell'anno 1942. Nel 2011 venne scelto per la conservazione nel National Film Registry della Biblioteca del Congresso degli Stati Uniti.

## Trama
In un giorno di primavera, in una foresta del Maine, una cerva dà alla luce un cerbiatto di nome Bambi, soprannominato "il principino" in quanto figlio del Grande Principe della foresta: un anziano, possente e saggio cervo a capo della comunità della sua specie, nonché protettore di tutti gli altri animali. Nei suoi primi giorni di vita, Bambi fa rapidamente amicizia con un entusiastico ed energico coniglietto di nome Tamburino, che gli insegna a camminare e parlare, e con un timido cucciolo di moffetta da lui chiamato Fiore.
Durante l'estate e l'autunno, Bambi, curioso e indagatore, chiede spesso del mondo che lo circonda e viene ammonito dalla madre, a cui è indissolubilmente legato, sui pericoli della vita come creatura della foresta. Quando lei lo conduce per la prima volta nella prateria, conoscerà anche una vivace cerbiatta di nome Faline e avrà il suo primo contatto con i maschi adulti della specie, nonché col suo nobile padre, che lo porterà in salvo assieme alla madre a seguito di un’irruzione dei cacciatori nella foresta.
In inverno, i giochi con Tamburino al cadere della prima neve si rivelano solo una breve parentesi felice: Bambi, infatti, scopre tutta la durezza di sopravvivere ad una stagione ostile e povera di risorse per i cervi. Quando poi l’inverno sembra avviarsi al suo termine, la madre viene uccisa da un cacciatore nella prateria; Bambi vaga senza meta nel bel mezzo di una fitta nevicata chiamandola a sé invano, finché non si imbatte nel Grande Principe. Il cervo lo informa che sua madre non sarebbe mai più tornata e lo invita a seguirlo.
All'arrivo della primavera successiva, Bambi è cresciuto in un giovane cervo con tanto di corna e anche i suoi amici d'infanzia sono entrati nell'età adulta. Essi vengono avvertiti del fenomeno del "rincitrullulimento" primaverile dall'Amico Gufo, secondo cui a causa di esso finiranno per innamorarsi, ma i tre sono convinti di restarne immuni e se ne vanno. Da lì a poco, però, sia Tamburino che Fiore incontrano le loro anime gemelle e Bambi rimane da solo; tuttavia, bevendo ad uno stagno, si ritrova a muso a muso con la sua amica d'infanzia Faline, diventata una splendida cerva. Bambi è estremamente intimidito dalla sua presenza e cerca di resisterle, ma gli basta una singola leccata sulla guancia da parte di Faline per indurlo a uno stato di infatuazione estatica che lo porta a rincorrersi felicemente con lei.
L’incanto viene però bruscamente interrotto da un cervo chiamato Ronno, che vuole arrogarsi il diritto ad accoppiarsi con Faline, allontanandola da Bambi con la forza. Bambi non può così fare altro che ingaggiare un violento scontro con il rivale, in cui per fortuna riesce faticosamente ad avere la meglio e a sconfiggerlo, guadagnandosi valorosamente l’amore di Faline.
Un mattino d'autunno, Bambi viene svegliato da uno strano odore: insieme al padre, scopre che si tratta del fumo emanato dal falò di un accampamento di cacciatori. Il Grande Principe intima Bambi di seguirlo verso la salvezza, ma il giovane cervo decide di andare a cercare Faline, la quale però si è allontanata per cercarlo a sua volta, non vedendolo più accanto a sé nella loro tana. Nel mentre, i cacciatori iniziano a seminare morte e terrore nella foresta, sguinzagliando perfino un branco di feroci cani da caccia che inseguono Faline e la intrappolano su di uno sperone roccioso. Bambi, attratto dalle sue grida d’aiuto, arriva fortunatamente in suo soccorso appena in tempo, permettendole di fuggire e affrontando i cani, che infine fa seppellire sotto una valanga di rocce. La fuga del cervo verso la salvezza viene troncata da un colpo di fucile che lo centra al fianco, rendendogli impossibile perfino rimanere in piedi.
Nel frattempo, i cacciatori hanno lasciato incustodito il falò, le cui fiamme incontrollate provocano un incendio che si propaga per l’intera foresta. Bambi, ormai privo di forze, viene raggiunto dal padre, che lo esorta ad alzarsi: miracolosamente ci riesce e i due cervi fuggono in mezzo al catastrofico incendio per poi ricongiungersi con Faline e gli altri animali sopravvissuti.
La primavera successiva, in una foresta rifiorita e con grande gioia dei suoi abitanti, Faline dà alla luce due gemelli sotto l'occhio vigile del loro padre Bambi, che si erge fiero su di una rupe come nuovo Grande Principe della foresta.

## Personaggi
- Bambi: è il protagonista del film. Il film inizia quando Bambi è appena nato e ne segue la crescita fino all'età adulta, quando darà prova del suo coraggio e diventerà il Grande Principe della foresta. Avrà insieme alla cerva Faline due gemelli.
- Madre di Bambi: dà alla luce il cerbiatto e lo cresce amorevolmente finché non viene uccisa da un cacciatore.
- Tamburino: è un coniglio, il migliore amico di Bambi. Essendo più vecchio di Bambi gli insegna a parlare e camminare. Si chiama così poiché ha l'abitudine di tamburellare sul terreno con la zampa. Alla fine diventerà padre di quattro coniglietti che hanno tutti la sua stessa abitudine.
- Madre di Tamburino: è piuttosto severa e ricorda sempre al figlio ciò che il padre gli ha detto quella mattina.
- Fiore: è una moffetta maschio, amico di Bambi e Tamburino. Il suo nome gli viene dato da Bambi, che inizialmente lo scambia per un fiore. Anche lui diventerà padre e chiamerà suo figlio Bambi, in onore dell'amico.
- Amico Gufo: è un anziano e saggio gufo. Tenta di mettere in guardia Bambi, Tamburino e Fiore sulla perdita di raziocinio provocata dalla ricerca di una compagna durante la primavera, fenomeno da lui definito "rincitrullulimento", ma invano.
- Faline: è la compagna di Bambi, lo conosce mentre i due sono dei cuccioli e lo rincontra quando sono ormai cresciuti. I due si innamorano e Bambi le salverà la vita durante l'incendio. Alla fine del film partorisce due gemelli.
- Grande Principe della foresta: è il padre di Bambi, è anziano, forte e molto saggio. Veglia sulla foresta e ne protegge gli abitanti dai pericoli dell'uomo. Dopo la morte della madre di Bambi si occupa di allevare il cerbiatto, lo aiuta durante l'incendio e alla fine del film gli cede la sua carica di Grande Principe.
- L'uomo: principale ma invisibile antagonista del film, durante le stagioni di caccia annuali, uccide molti animali, tra cui anche la madre di Bambi.
- I cani: antagonisti secondari del film, sono i feroci cani da caccia dell'uomo.
- Ronno: uno degli antagonisti del film, è il cervo rivale di Bambi in amore. Vuole conquistare Faline, ma viene sconfitto da Bambi in un acceso duello.

## Produzione

### Sviluppo
Il film Bambi è un adattamento del libro di successo Bambi, la vita di un capriolo dello scrittore ungherese Felix Salten. Come viene ampiamente raccontato nel documentario È nato un Principe: La storia della realizzazione di Bambi, inserito nell'edizione home video del film, la produzione fu lenta e travagliata, ricordata come una delle più difficili e dispendiose di tutto lo Studio Disney. Approssimativamente i nomi più citati di coloro che iniziarono Disney al film furono Thomas Mann e Sidney Franklin fra il 1933 e il 1937.

#### Felix Salten, ispiratore di Walt Disney
Siegmund Salzmann, meglio noto come Felix Salten, fu un giornalista ungherese che conobbe la notorietà nel 1923 con la storia di Bambi. Si tratta di un viaggio nel paesaggio alpino, incantevole per la natura incontaminata e qui Salten ambientò la storia di un cerbiatto il cui nome viene dalla parola italiana "bambino".
Dopo la traduzione inglese del 1928, il suo editore chiese a Salten di specializzarsi in questo genere e nel 1938 pubblicò il romanzo Perri lo scoiattolo. Oltre a Bambi, la Disney ha tratto altri due film dalle opere di Salten: nel 1957 Perri tratto da Perri lo scoiattolo e nel 1959 Geremia, cane e spia tratto da Il cane di Firenze del 1923; entrambi i film sono in live action e non in animazione.

#### L'influenza di Thomas Mann
Il Premio Nobel per la letteratura Thomas Mann conobbe Walt Disney durante il suo viaggio negli Stati Uniti d'America nel luglio del 1935. Entrambi ricevettero una laurea honoris causa dall'Università di Harvard lo stesso giorno: questa coincidenza permise ai due di incontrarsi e fece sì che Mann consigliasse a Disney il libro di Salten, autore di cui Mann, secondo il suo biografo Donald Prater, era un grande ammiratore e che successivamente conoscerà dal vivo in Svizzera durante i loro periodi di esilio per opposizione al nazismo.
Nel 1938 Mann si trasferì a Princeton e l'anno dopo incontrò nuovamente Disney a Hollywood, dove nuovamente gli propose di adattare per il cinema il Bambi di Salten. Secondo lo scrittore Dagmar Lorenz, Mann reiterò la richiesta non solo per motivi artistici, ma anche per far sì che il suo amico Salten, in cattive condizioni economiche, potesse ottenere del denaro dalla vendita dei diritti di adattamento cinematografico del romanzo.

#### Sydney Franklin, iniziatore del film
Molti artisti legati a Disney non riconoscono in Mann la vera causa che portò effettivamente alla realizzazione del film. Per Pierre Lambert, Sidney A. Franklin propose a Disney nel 1933 di adattare una storia di Salten, ma Disney non accettò che nel 1936. Per John Grant, il progetto iniziò nel 1935 allorché Walt Disney, dopo aver letto Bambi, decise di adattarlo. Egli scoprì che i diritti cinematografici appartenevano a Franklin da cui li acquisì nel 1937. Secondo una nota di Robin Allan, Disney era già al lavoro su Bambi nel 1938, cioè prima del secondo incontro con Mann.
L'origine di Bambi è stata raccontata anche dagli animatori Franklin Thomas e Ollie Johnston nel libro del 1990 Walt Disney's Bambi e da Robin Allan nel libro Walt Disney and Europe del 1999.

### Pre-produzione

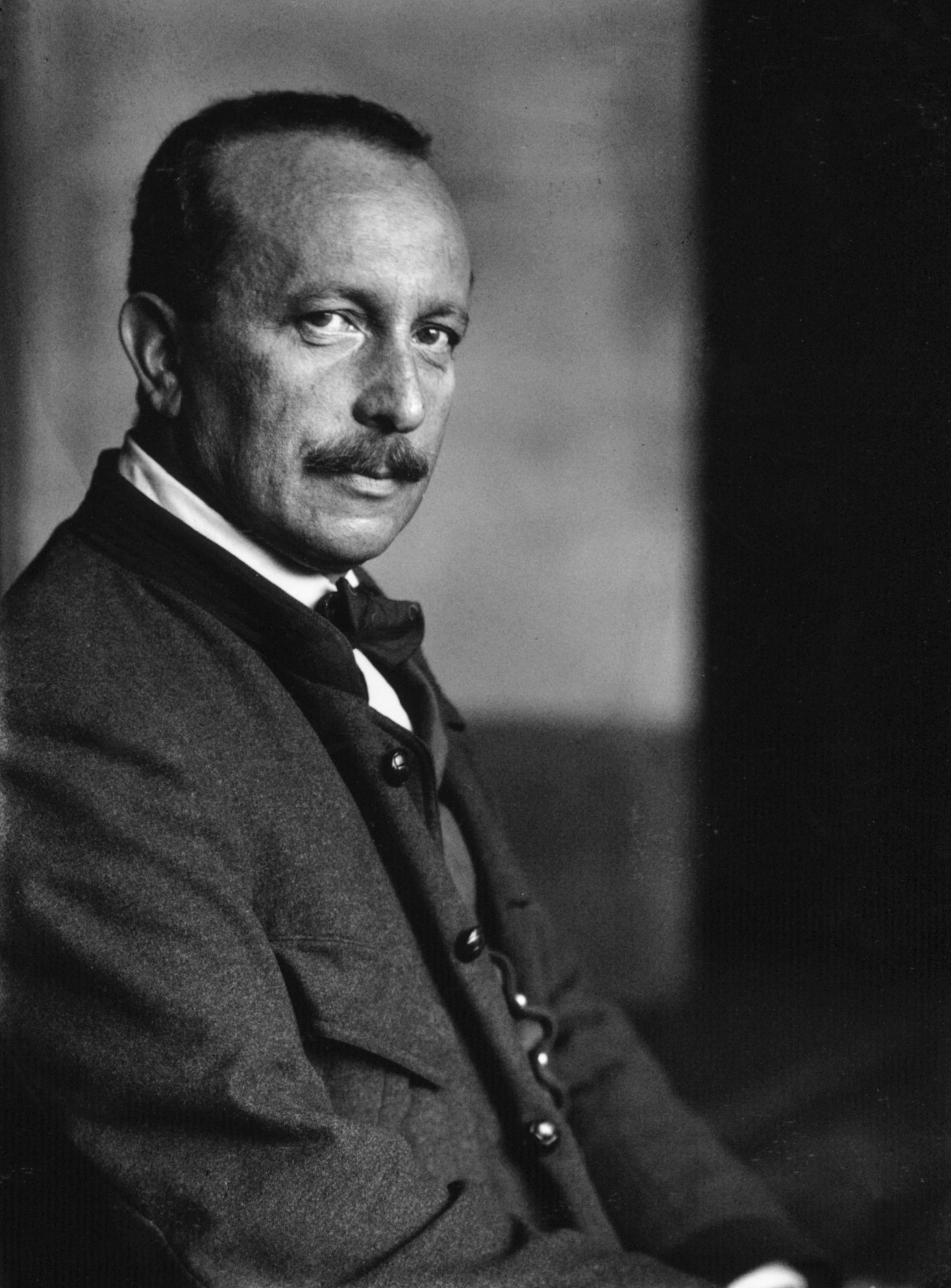
Felix Salten, autore del romanzo da cui è stato tratto Bambi

L'acquisto dei diritti d'autore per la trasposizione cinematografica di Bambi da Sidney Franklin non fu sufficiente per avviare il progetto e nell'estate del 1937 Roy O. Disney, fratello di Walt, dovette negoziare con Felix Salten per giungere a un accordo.
Nel 1937, Walt Disney nominò gli sceneggiatori Perce Pearce e Larry Morey per convertire il romanzo in un copione cinematografico. Gli sceneggiatori non vennero guidati da Walt Disney, come era invece accaduto per Biancaneve e i sette nani ed ebbero non poche esitazioni sulla trama. La sceneggiatura pronta nell'ottobre 1937 fu rigettata da Franklin (che manteneva comunque una certa autonomia nel progetto per via della concessione dei diritti) considerandola povera di gag e poco fedele al libro di Salten. La revisione della sceneggiatura iniziò entro la fine del mese stesso, come attestato da un promemoria di Disney, ma fu rallentata notevolmente dal lavoro in contemporanea su Pinocchio e Fantasia, che furono iniziati dopo Bambi, ma ebbero una produzione molto più veloce e riuscirono a essere conclusi e distribuiti prima.
Durante la revisione Pearce e Morey si mantennero più fedeli all'opera di Salten. Essi si accorsero che in Bambi, originariamente scritto per un pubblico adulto e ricco di momenti drammatici, l'antropomorfismo degli animali era ridotto al minimo e perciò decisero di mantenere questo aspetto anche per il film, concentrando le caratteristiche umane solo su alcuni personaggi da usare come comic relief (in particolare la moffetta e il coniglio, che diverranno Fiore e Tamburino) e mantenendo realistici tutti gli altri personaggi ed elementi. La scelta fu approvata con convinzione da Disney, che decise di applicare questo approccio realistico anche all'animazione.
La produzione del film iniziò nella fine del 1939 quando Walt nominò la sua squadra di lavoro: Frank Thomas, Milton Kahl, Eric Larson e Olliver M. Johnston Jr. Disney ingaggiò il pittore italiano Rico Lebrun per insegnare agli animatori il disegno degli animali; Lebrun insegnava al Chouinard Art Institute, dove teneva delle classi di disegno per i giovani animatori. La somiglianza con la realtà divenne un'ossessione per lo studio, tanto che furono portati degli animali veri per studiarne i movimenti. Lo Stato del Maine inviò alla Disney due cerbiatti, un maschio e una femmina, per consentire agli animatori di studiarli e raggiungere il più alto livello di realismo possibile; gli animali restarono presso gli studi Hyperion di Disney per quasi un anno. Fu anche esaminato un esemplare di cerbiatto che era stato rinvenuto morto pochi giorni prima dalle autorità forestali. La dissezione minuziosa durò quasi una settimana fino all'esame delle ossa. L'animatore Bernard Garbutt organizzò anche delle visite allo zoo di Los Angeles e delle sedute di lettura per approfondire il mondo animale, in seguito realizzate anche dall'animatore Marc Davis che possedeva una maggiore conoscenza del mondo animale rispetto a Garbutt.
La ricerca di realismo causò ritardi nella produzione; gli animatori non erano abituati a disegnare animali naturali e quelli esperti potevano gestire solo otto disegni al giorno. Questo era pari a solo 15 cm di pellicola al giorno, a differenza del normale tasso di produzione di tre metri, ovvero meno di un secondo di pellicola contro gli oltre tredici secondi usuali. Disney fu inoltre costretto a tagliare 12 minuti dal film prima dell'animazione finale, per risparmiare sui costi di produzione a causa delle perdite economiche causate dai mancati incassi dei suoi film in Europa, dove era scoppiata la seconda guerra mondiale.
Gli sfondi del film furono ispirati dai boschi statunitensi orientali. Uno degli artisti di più lunga esperienza della Disney, Maurice "Jake" Day, trascorse diverse settimane nelle foreste del Vermont e del Maine, disegnando e fotografando cervi, cerbiatti e le aree naturali circostanti. Tuttavia i suoi primi disegni erano troppo ricchi e dettagliati e l'occhio non sapeva dove concentrarsi. Tyrus Wong, un animatore cinese, mostrò a Day alcuni dei suoi quadri impressionistici di una foresta: Day apprezzò i dipinti trovandovi il giusto bilanciamento fra realismo e sintesi grafica e propose di nominarlo direttore artistico del film, come poi accadde. I rivoluzionari sfondi di Wong erano sì realistici, ma caratterizzati da moltissimi dettagli al centro e pochi ai bordi: il loro uso nel film consentì al pubblico di focalizzarsi sui personaggi.
Lo studio assunse inoltre degli attori, fra cui Jane Randolph e Donna Atwood (che sposerà l'animatore Frank Thomas), come modelli umani per qualche scena, per recitare alcune parti come riferimento per gli animatori, in particolare per la scena in cui Tamburino insegna a Bambi a stare sul ghiaccio.

### Riprese

#### Prima ripresa e ultimazione della sceneggiatura
Nell'ottobre del 1938 l'equipe di Bambi si trasferì a una nuova sede temporanea presso gli ex studi Harman-Ising. Questo nuovo spazio di lavoro era distante circa 8 km dallo studio Disney e, secondo Michael Barrier, Disney non vi mise mai piede. Iniziò allora un lungo esame della sceneggiatura che non si esaurì se non un anno dopo. Per via dei numerosi ritardi la produzione sembrò entrare in development hell, ma una volta conclusa la scelta dei brani per Fantasia con l'approvazione della Sinfonia Pastorale di Ludwig van Beethoven il 5 gennaio 1939, Walt Disney tornò a concentrarsi su Bambi e fece ripartire il progetto impostando un metodo di lavoro molto preciso. La trascrizione della riunione del 5 aprile 1939 fra Perce Pearce, Don Graham e Rico Lebrun permette di comprendere il metodo lavorativo usato dagli autori: prima la presentazione delle singole scene, poi un dibattito e infine la definizione dello stile artistico.

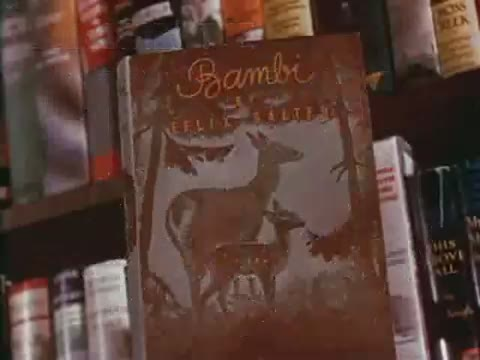
Una copia del libro Bambi, la vita di un capriolo di Felix Salten.

Da agosto Disney ricominciò a partecipare alle riunioni per la sceneggiatura, che aveva abbandonato per quasi un anno. Il team di autori si mantenne piuttosto fedele al libro originale, con poche modifiche sostanziali; la più importante fu quella proposta il 1º settembre 1939 da Pearce «di ritirare tutti i cattivi all'infuori dell'uomo (i cacciatori), per semplificare il conflitto e gli animali non si sarebbero mangiati a vicenda», accettata da Disney. Fra le proposte cestinate si ricordano invece i personaggi del Signor Lepre (il padre di Tamburino), un duo comico composto da uno scoiattolo e un chipmunk, una scena che coinvolgeva due foglie d'autunno che parlano (gli artisti capirono che la flora parlante non funzionava nel contesto del film e utilizzarono invece una metafora visiva di due foglie realistiche che cadono a terra), una scena di Bambi che passa sul nido di una formica che gli mostra la devastazione che ha causato, una scena proposta da Disney stesso che mostrava l'uomo morire nel fuoco per dimostrare a Bambi che esso non era invincibile e anche l'inquadratura specifica della madre di Bambi colpita dallo sparo, poi scartata a favore della scena completamente fuori campo, considerata emotivamente molto più forte. Alla fine dell'anno la produzione era in stato abbastanza avanzato da consentire di scegliere alcuni attori vocali e registrare la loro parti.
Sul fronte dell'animazione, nell'agosto 1939 Walt Disney nominò David Hand come direttore di produzione al fine di velocizzare il lavoro e il 9 settembre 1939 Milt Kahl propose una riorganizzazione delle squadre di animazione per sequenze e non più per personaggi. Molti schizzi sulla foresta o sugli animali ricoprivano lo studio. Nonostante ciò, non si riusciva ancora a trovare uno stile visivo adeguato per il film: dopo un anno dall'avvio del progetto gli animatori erano scoraggiati e sorpresi nel vedere come i loro personaggi mancassero di umanità, in parte a causa dell'assenza di elementi comici o discorsivi che gli permettessero di parlare e il 3 febbraio 1940 Disney chiese «un colore meno realista, più emozionante e non solo fedele alla natura. In breve, Disney mise nuovamente in pausa Bambi per dedicarsi al più spedito Fantasia.
Secondo Johnston e Thomas, la data del 1º marzo 1940 fu la più importante di tutta la produzione del film. In quel giorno due scene furono presentate a Walt Disney: quella dei primi passi di Bambi animata da Thomas seguita dall'incontro fra Bambi e Tamburino animato da Thomas e Kahl e quella dell'incontro con Faline animata da Kahl. Disney esclamò allora: «È un buon lavoro, questi personaggi sono oro puro». La svolta nell'animazione si ebbe grazie alla compresenza di alcuni fattori decisivi:
- il cerbiatto rivisto in maniera più umanizzata da Marc Davis
- gli sfondi di Tyrus Wong
- la voce di Peter Behn.

Dopo quattro anni di lavoro a rilento il film sembrava aver preso la sua via. Alla fine della primavera del 1940, più animatori che avevano lavorato alla pre-produzione di Bambi furono incaricati di animarlo definitivamente. Eric Larson e Ollie Johnston furono trasferiti nell'aprile del 1940 dall'animazione di Fantasia a quella di Bambi. Rapidamente, furono realizzati circa 20 minuti di film. Alla fine della primavera, passata la depressione generale per gli incassi deludenti di Pinocchio, l'ambiente dello studio ritrovò la sua energia in Bambi, percepito da tutti come un'opera insieme d'arte e d'intrattenimento.
La sceneggiatura fu completata nel luglio 1940, dopo quattro anni di lavoro. La storia venne divisa in otto parti:
1. Il nuovo principe
2. La foresta
3. Le prateria
4. L'inverno
5. La primavera
6. Faline
7. L'uomo e il fuoco
8. Ritorno della primavera

##### Problemi economici
All'inizio del 1940 gli studi Disney dovettero affrontare diversi problemi economici. Per Christopher Finch, «Fantasia assorbì le risorse della Disney [e] la produzione di Bambi era già confinata a una squadra numericamente assai esigua». Pinocchio e soprattutto Fantasia non ebbero incassi gratificanti, rivelandosi dei flop al botteghino. Disney tentò di ridurre le spese di Bambi che erano comunque troppo alte (nel settembre del 1940 avevano già raggiunto gli 858 000 dollari). Si pensò quindi a realizzare due progetti più economici, semplici e veloci per attirare pubblico e fare incassi: il primo fu Il drago recalcitrante, film in tecnica mista che ebbe solo 600 000 dollari di budget totale, e il secondo Dumbo, prodotto con circa 800 000 dollari totali. Grazie ai costi ridotti e agli ottimi incassi, questi due film permisero di ottenere i fondi necessari per ultimare Bambi.

#### Seconda ripresa della produzione
Malgrado questi problemi finanziari, Bambi fu continuato per tutto il 1940, con un evolversi dell'animazione assai rapido, che fu per buona parte realizzata entro l'autunno. Poiché alcune scene furono rianimate daccapo, dei dialoghi furono registrati di nuovo tre anni più tardi.
Il 24 ottobre 1940, Disney visionò quella che sembrò essere una versione preliminare con la musica. Era una versione in prova, con ancora qualche scena solo abbozzata e dei dialoghi incompleti. Disney era insoddisfatto della musica del film poiché «rischiava di rendere il film troppo sottile»; come nota Barrier, l'uscita concomitante di Fantasia giustifica forse questo avviso. Thomas e Johnston precisano che Walt veniva dall'aver visionato la Sinfonia pastorale di Fantasia e, a metà della sequenza dell'incendio della foresta in Bambi, messo in musica da Edward H. Plumb, stoppò la proiezione. Walt chiese al proiezionista di proiettare la scena di Bambi con la musica di Fantasia al fine di sottolineare l'importanza della musica nel film. Dichiarò: «La musica deve donare un'enfasi drammatica e avverto una monotonia qui. Il fatto che il film sia stato disegnato e per buona parte animato senza dialoghi permette alla musica di esprimere emozioni al posto delle parole, come Fantasia ha dimostrato».
All'inizio del 1941, non restava che animare la scena dell'incendio, aggiunta da Disney al romanzo di Salten. Questa scena è tuttavia lunga e necessitò di molto lavoro. Per Walt, questa è la scena finale in cui Bambi scopre esistere qualcosa di più potente dell'uomo: il fuoco. Disney voleva avere una scena che mostrasse il cadavere di un cacciatore morto ai piedi di un albero carbonizzato. La scena, posta dopo l'incendio in una atmosfera ridiventata calma, fu realizzata ma la visione del corpo del cacciatore suscitò non poche perplessità. Nel dubbio, Walt lasciò David Hand, responsabile del film, libero di scegliere se tenerla o meno, egli optò per la prima scelta. La scena fu poi proiettata davanti a un pubblico di 400 persone per testarla ma alla vista del corpo il pubblico sobbalzò. Walt decise allora di sopprimerla, motivato anche dalla riduzione dei costi.
Durante gli ultimi mesi di produzione, le squadre cercarono una fine per film. Nelle riunioni si impose un'idea: non era necessario fornire una morale o un consiglio la vista della natura rinata dopo l'incendio avrebbe fornito un contrasto sufficientemente interessante. Per Felix Salten nel suo romanzo Bambi deve imparare ancora per diventare principe della foresta. Dal canto suo, Sidney Franklin indicò che il pubblico rimaneva ben impressionato dalle storie in cui si compiva un ciclo. Così Bambi presenta un ciclo, dalla sua nascita alla nascita dei suoi figli.

##### La finalizzazione del film fra sciopero e venti di guerra
Mentre la produzione di Bambi si avviava lentamente verso la fine, i problemi di budget riemersero. Nella primavera del 1941, Walt riunì gli animatori e spiegò che le spese dovevano essere ridotte della metà. Numerosi tagli si susseguirono. Thomas e Johnston danno questi dettagli: la scena della foresta carbonizzata fu accorciata di 300 piedi di pellicola, piccole scene furono soppresse per 200 piedi di meno restavano ancora 8500 piedi ma molte scene non erano ancora completate e quindi potenzialmente dispendiose. Furono tagliate alcune scene con molti animali, il film fu accorciato a 8000 piedi. Le otto sequenze di Bambi e del padre che scappano dalla foresta in fiamme furono portate a cinque, ancora 500 piedi in meno. Le restanti scene, che necessitavano di molto lavoro, furono tagliate come quelle troppo lente, come quelle altre che comportavano ombre in movimento o colori che cambiavano tonalità, restarono 6500 piedi. Le ultime eliminazioni portarono il film a una lunghezza di 6259 piedi di pellicola, la maggior parte già animate, mentre le altre furono terminate con i proventi de Il drago riluttante.
Nella fine di maggio del 1941, lo studio Disney fu colpito da uno sciopero. Malgrado ciò Walt Disney si imbarcò per l'America Latina ad agosto, nel corso di quel progetto che porterà a Saludos Amigos una missione a carattere diplomatico della Good Neighbor Policy. Mentre i sindacati lasciarono lo studio esso fu chiuso. Riaprì il 12 settembre, con un sindacato ma duecento salariati in meno e duecento dei trecento scioperanti furono riassunti. Ciò ritardò ancora Bambi di ulteriori tre mesi.
Ritornato allo studio, Disney completò in poche settimane la sceneggiatura di Dumbo. La première ebbe luogo il 23 ottobre 1941 a New York. Nel novembre 1941, lo studio ridusse ancora il numero degli impiegati licenziandone circa 200. Restarono 530 persone, meno della metà di quelle all'inizio dell'anno.
Il 1941 si chiuse con l'attacco di Pearl Harbor, il 7 dicembre: esso rubò a Dumbo la prima pagina del Times e dopo esso gli USA entrarono nella Seconda Guerra Mondiale. Il clima cambiò sensibilmente. Nei primi mesi del 1942, l'esercito americano requisì una parte degli Studios per installarvi le sue truppe, allorché la metà degli impiegati fu arruolata. La produzione del film Bambi fu quasi abbandonata e la sua lavorazione fu lasciata a uno sparuto gruppo di quaranta uomini e donne. Questi gravi avvenimenti eclissarono gli ultimi dettagli sulla produzione, da cui Disney era sempre più distante.
Un'anteprima di Bambi fu organizzata il 28 febbraio 1942 in un cinema di Pomona con qualche membro dello studio come pubblico. Malgrado le reazioni contrastanti degli spettatori, Walt decise di conservare il film così com'era senza tagliare o aggiungere niente, se non per qualche dettaglio. Il film uscì il 13 agosto 1942 a New York e il 21 agosto in tutti gli Stati Uniti.

### Animazione

#### Personaggi
Per i personaggi, Lambert nota che Walt Disney aveva idee molto precise sui soggetti, come testimoniano i verbali delle riunioni egli le voleva «autentiche». Tuttavia, Koenig nota che i personaggi di Disney sono molto più antropomorfi di quelli di Felix Salten. Così le barriere naturali fra le specie e fra i sessi sono stemperate da Disney. Il caso più eclatante è quello di Tamburino che si fa mentore di Bambi. La registrazione delle voci ebbe luogo prestissimo, verso il 1937-38, tuttavia molte di esse furono ridoppiate in più punti perché l'animazione fu modificata. Per le voci infantili, lo studio scelse di adottare bambini non professionisti. Fu una probabile mossa pubblicitaria. L'unica attrice a proseguire l'attività fu Marion Darlington, attrice specializzata nel cinguettio degli uccellini che aveva già lavorato a Biancaneve e i sette nani e, dopo Bambi, proseguì su questa via.

##### Bambi, Faline e il Principe della foresta
Il protagonista che dà il titolo al film è un giovane cerbiatto dal promettente avvenire di Principe della Foresta. Imparerà a cavarsela da solo dopo la morte della madre e passerà l'infanzia e la prima età adulta assieme ai suoi amici il coniglio Tamburino e la moffetta Fiore. Bambi fu disegnato unitamente da Milt Kahl e Frank Thomas. Nel libro di Salten Bambi è un capriolo, nel film Disney fu trasformato in cervo. Per Bambi, Kahl riprodusse le caratteristiche naturali dei cervi ma senza esagerarle. Da questo lato, egli lo rese «adorabile» e, allo stesso tempo simile a un bambino ingrandendo le dimensioni del muso e degli occhi. Questa proposta fu presentata il 9 settembre 1939 e fu adottata anche per gli altri animali, anch'essi abbozzati da Kahl. Nel corso del film il cerbiatto si trasforma in un cervo maturo e possente, eppure ancora inesperto dei pericoli naturali. Ovviamente Bambi fu doppiato da differenti attori per le diverse età.
Gli occhi di Faline, la compagna di Bambi, sono secondo Kahl e Thomas, i più realistici del film, con le ciglia, le pupille, i condotti lacrimali, disegnati fino al minimo particolare. Per questo personaggio, Walt voleva evidenziare i pregi del libro come l'intelligenza o la semplicità delle risposte che ella dà alle frequenti domande di Bambi. Ma per Grant, il personaggio offre, paragonato alla madre di Bambi un grande contrasto fra personaggi apparentemente simili». Faline ha una vena meno materna e degli occhi più incisivi e meno dolci. Sia la madre di Bambi che quella di Faline hanno un carattere placido e protettivo. Solo alla fine del film, come Bambi prende il posto del Principe della foresta, anche Faline adotta quell'istinto materno che all'inizio del classico si era visto avere la madre.
Secondo Thomas e Johnston, il Principe della Foresta pose un problema di trasmissioni d'informazioni al pubblico: come far passare i suoi alti ideali di intelligenza e di saggezza, in un personaggio che parla appena due minuti nel film e ne compare per poco più di quindici. Per risolverlo Bernard Garbutt e Milt Kahl svilupparono un personaggio forte e soprattutto maestoso, fiero e intelligente. Doveva anche possedere un modo di intendersi incisivo e diretto, che non avrebbe lasciato a Bambi il tempo di parlare. È per ciò che la sua voce è molto impersonale e impostata, profonda. Fu disegnato da Don Lusk e Bernard Garbutt. Per Grant, il Principe della Foresta possiede due ruoli, simbolo di maturità e fornitore di consigli, come un coro nella tragedia greca antica.
Per Grant, il personaggio della madre, che è visto soprattutto attraverso gli occhi di Bambi stesso, «è più una percezione del personaggio che un reale comprimario». Per lei si scelsero doppiatrici dalla voce materna e affettuosa (Paula Winslowe nella versione originale, Lydia Simoneschi in quella italiana).

##### Tamburino e Fiore
Il personaggio di Tamburino, chiamato Tippete nei fumetti fu disegnato da Frank Thomas con Eric Larson. Thomas descrive Tamburino così: «A 4 anni, è temerario e sicuro di se che si impone come guida di Bambi, assai più grosso di lui, ma più ingenuo del mondo». Il personaggio, fu sviluppato per aggiungere elementi comici al film, per esplicito volere di Disney, dopo la scoperta dell'attore che avrebbe dovuto prestargli la voce. Questa voce apparteneva a Peter Behn, figlio di un professore che aveva invitato a casa due animatori dello studio. Le prime registrazioni ebbero luogo nel 1938. Alcune di esse furono ripetute due anni dopo per via di modifiche alla sceneggiatura; la crescita dell'attore avrebbe potuto compromettere la fluidità del film, ma ciò non accadde. Nella scena della caccia, alcuni proposero che per ottenere un maggiore impatto emotivo, avrebbero potuto far uccidere Tamburino, tuttavia, si preferì far ferire Bambi, per rendere il film meno triste.
Il personaggio di Fiore, chiamato nei fumetti Fiorellino, una moffetta maschio, è all'origine di una gag creatasi nella scena in cui Bambi visita con Tamburino la foresta. Bambi sta imparando le parole e per ora conosce solo il lemma fiore con cui chiama sia una farfalla che la moffetta, incontrata appunto in un prato fiorito». Fiore, dal carattere molto timido fu animato da Marc Davis. Tamburino e Fiore sono, per Christopher Finch, i due personaggi più simpatici del film, dotati di uno humor tipicamente disneyano.

#### Scenari e stile grafico

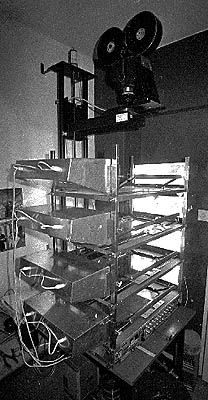
Un prototipo di multiplane camera.

Bambi possiede uno stile grafico «meravigliosamente stilizzato» e un uso dei colori molto particolare. Un esempio è la lotta di Bambi nel bosco, rappresentata con colori cupi e ombre molto nette sullo sfondo, viceversa l'arrivo dell'autunno o della primavera sono sottolineati da colori caldi e da riprese lente e allegre. Fu utilizzata la multiplane camera per riprendere scene di elevata profondità, come l'inizio nella foresta. Furono sviluppati dalla sezioni inchiostri decine di nuove colorazioni, poi adottate con successo anche in seguito. Disney voleva che «la bellezza della natura fosse sparsa nel film, intensificata da un sentimento di realismo, ma senza eccessiva crudeltà».
Thomas e Johnston rivelano che la scena dei cani da caccia fu disegnata dalla giovane animatrice Retta Scott, che fu coadiuvata da Eric Larson, per aggiungere quel tocco in più che bastava per rendere l'animazione forse meno realistica ma sicuramente più piacevole a vedersi. Il disegno delle corna del cervo fu assai complicato tanto che si inventò uno stratagemma in modo da poter studiarne il movimento. Il sistema consisteva nello schizzo di una testa senza corna su cui poi si posava con la tecnica del rotoscopio immagini di una miniatura di corna in plastica, che veniva poi ricalcata.
Furono fatti studi sui conigli per ridurre il salto di Tamburino in cinque mosse: contrazione, estensione-propulsione, elevamento, approccio, atterraggio. Un approccio simile fu utilizzato per rendere i movimenti dei topi più realistici durante la scena della pioggerella d'aprile.
All'inizio della produzione di Bambi fu ingaggiato un giovane animatore cinese Tyrus Wong come intervallista, passaggio obbligato per tutti i nuovi animatori. Wong realizzava nei fine settimana liberi degli acquerelli di giovani cerbiatti in paesaggi d'ispirazione cinese. Egli non rappresentava ogni singolo elemento nei minimi particolari ma approssimava, rendendo però la flora e la fauna immediatamente distinguibili. Presentò dei disegni a Thomas H. Codrick, direttore artistico del film, che, impressionato, li fece vedere a Disney; quest'ultimo promosse Wong al reparto sfondi. Wong continuò a realizzare paesaggi, non più ad acquarello ma a pastello, a guazzo e a olio.
Tecnicamente, gli sfondi furono realizzati a olio con del guazzo acrilico, per donare un migliore effetto di profondità. Per non entrare in contrasto con il design dei personaggi gli sfondi dovevano seguire tre regole:
1. la pittura doveva riflettere l'ambiente piuttosto che la realtà;
2. creare e conservare un cammino per l'azione;
3. creare delle zone luminose attorno ai personaggi.

La scena della Pioggerella di primavera (Little April Shower) è un altro esempio della cura dei particolari in Bambi. Basata sugli schizzi di Sylvia Holland, questa scena è un «capolavoro di osservazione e delicatezza che combina cura per il realismo naturale e per l'antropomorfismo non esagerato» e possiede una «qualità che ricorda gli acquerelli della scuola inglese e di Beatrix Potter». Per Thomas e Johnston, la scena della pioggia è molto più artisticamente elevata a quella di Biancaneve, realizzata qualche anno prima. In una riunione di lavoro del Walt Disney accostò la scena di Bambi che traballa sul ghiaccio a quella di Pluto nel cortometraggio Pattinaggio del 1935. Thomas e Johnston ricordano che la scena pose non pochi problemi di adattamento dallo storyboard, e rischiò di essere tagliata, ma fu poi sviluppata, anche se leggermente ridotta.
Per Leonard Maltin, il solo effetto «troppo stilizzato» è quello del fuoco nella foresta, realizzato senza linee divisorie. Gli animatori tentarono di donare vita alle fiamme come già nella Sinfonia allegra Elefante infelice (1936). Ma, come ricordano Thomas e Johnston, questa scena necessitava di un nuovo, più elevato livello tecnico. Così, per rinforzare la forza del fuoco senza saturare troppo il film di colori, l'équipe degli effetti speciali utilizzò una lastra di vetro di distorsione fra la scena e lo sfondo dipinto e una placca supplementare per accentuare gli effetti di riflesso del fuoco sull'acqua. Sempre secondo Maltin, al livello scenaristico, «il dramma in Bambi è una litote di grande efficacia», ottenuta da un dialogo minimo e da un silenzio in contrasto con la foresta rumorosa». Grazie all'esperienza acquisita con Fantasia, l'équipe degli effetti speciali guidata da Joshua Meador realizzò, per Lambert, un «lavoro considerevole», insieme comunque al comparto musicale che è «una delle più grandi riuscite del film».

## Colonna sonora
La colonna sonora di Bambi fu composta originariamente da Frank Churchill, Larry Morrey e Ed Plumb. Essa ricevette ben tre nomination agli Oscar del 1943: miglior sonoro (Sam Slyfield), migliore canzone (per "Love is a Song" cantata in originale da Donald Novis) e migliore colonna sonora. Successivamente, la colonna sonora del film fu più volte distribuita negli Stati Uniti e all'estero, anche in Italia. L'album è stato recentemente ripubblicato su Compact Disc nel 2006. Qui di seguito le tracce dell'edizione italiana:

### Tracce
1. L'amore è una canzone – 2:51
2. Una tranquilla alba nel bosco – 5:13
3. Scoperte – 6:01
4. Pioggerella di primavera – 3:52
5. La prateria – 4:57
6. Il Grande principe della foresta – 4:12
7. La prima neve – 4:43
8. La tragedia – 2:30
9. Venti d'inverno – 1:08
10. Canzoncina primaverile – 1:41
11. Può succedere anche a te – 2:00
12. Lotta fra rivali – 2:32
13. Io canto per te – 2:07
14. Il ritorno dell'uomo – 2:05
15. Finale – 5:33

## Distribuzione
Bambi uscì nelle sale statunitensi nel 1942, durante la seconda guerra mondiale e, a causa di essa, arrivò in Italia solo nel 1948. Il film venne riedito nei cinema americani nel 1947, 1957, 1966, 1975, 1982 e 1988, mentre in Italia nel 1957, 1968, 1976 e 1983. Per la riedizione del 1968 il film fu ridoppiato e tale doppiaggio venne utilizzato anche per le due riedizioni successive.

### Data di uscita
Le date di uscita internazionali sono state:
- 14 agosto 1942 in Brasile
- 21 agosto negli USA
- 9 dicembre in Argentina
- 4 febbraio 1943 in Messico
- 15 aprile in Australia
- 4 giugno a Trinidad e Tobago
- 4 ottobre in Svezia
- 16 gennaio 1944 in Venezuela
- 17 gennaio in Portogallo
- 17 marzo in Lussemburgo e Svizzera
- 21 settembre in Guatemala
- 12 ottobre in Honduras
- 16 novembre in Turchia
- 24 luglio 1945 in Canada
- 15 ottobre in Cecoslovacchia
- 17 maggio 1946 in Unione Sovietica
- 26 dicembre in Norvegia
- 3 marzo 1947 in Danimarca
- 13 marzo a Hong Kong
- 15 luglio in Francia
- 29 agosto in Finlandia
- 18 settembre in Belgio e nei Paesi Bassi
- 11 febbraio 1948 in Italia
- 14 giugno in Polonia
- 10 giugno 1949 in Austria
- 15 agosto in Emirati Arabi Uniti
- 6 marzo 1950 in Malaysia
- 24 giugno nelle Filippine
- 11 settembre in Spagna
- 19 dicembre in Germania Ovest
- 26 maggio 1951 in Giappone (Banbi)
- 18 giugno 1969 in Libano
- 21 dicembre 1987 in Kuwait

### Edizione italiana

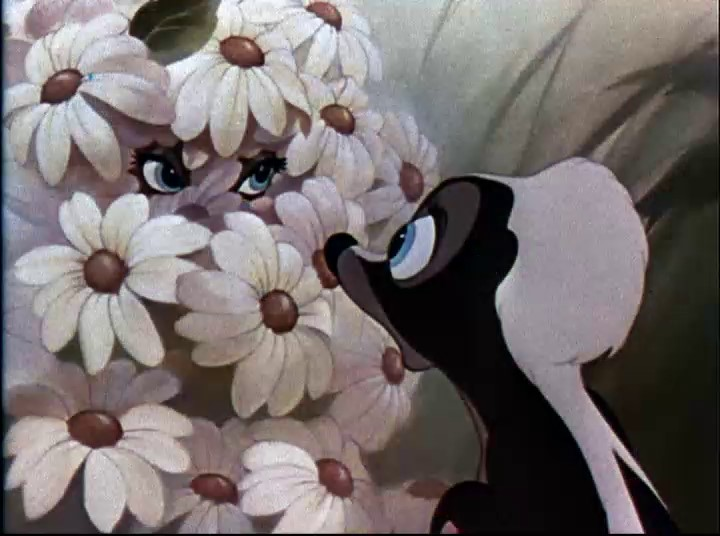
La moffetta Fiore in una scena del film

Il primo doppiaggio italiano del film che fu eseguito nel 1948 dalla C.D.C. negli stabilimenti Fono Roma sotto la direzione di Mario Almirante e su dialoghi di Alberto Liberati, soffre di una traduzione primitiva e piuttosto libera, con alcune frasi mal tradotte e altre aggiunte.
Per esempio:
- quando l'Amico Gufo rivede Bambi in primavera, gli dice che qualche giorno prima aveva parlato di lui con alcuni amici, mentre nell'edizione originale dice che ne aveva parlato con sé stesso. Poco dopo lo stesso gufo dice ai tre amici che gli uccelli sono rincitrulliti, facendo perdere la voluta storpiatura dell'originale;
- mentre il Grande Principe informa Bambi della morte di sua madre, si sente un sottofondo corale (in realtà una continuazione di quello presente mentre Bambi cerca la madre) inesistente nell'originale. Inoltre nella stessa scena, in un momento in cui ci dovrebbe essere silenzio, vengono aggiunte le parole "L'uomo l'ha portata via. Devi essere coraggioso. Devi imparare a vivere solo" dette dal Grande Principe;[53]
- inoltre, tutte le canzoni furono lasciate nella loro versione originale.

Nel 1968, in occasione della prima riedizione italiana, il film venne ridoppiato con dei nuovi dialoghi curati da Roberto De Leonardis basandosi ancora su quelli di venti anni prima, correggendone però tutti gli errori e le libertà. Il doppiaggio, che fu eseguito nuovamente dalla Fono Roma con la partecipazione della C.D.C. sotto la direzione di Giulio Panicali, comprese anche tutte le canzoni dirette da Pietro Carapellucci e cantate da Maria Cristina Brancucci: in entrambe le edizioni ha partecipato Gianfranco Bellini (il quale ha doppiato nel '48 Bambi adolescente e adulto e nel '68 uno scoiattolo).
Questo ridoppiaggio venne utilizzato anche per le due riedizioni seguenti ma, senza che venissero fornite spiegazioni, venne momentaneamente ritirato nel 1992, quando uscì la prima edizione VHS che conteneva il doppiaggio del 1948 in Dolby Surround. Il primo doppiaggio è stato usato in tutte le VHS (vendita e noleggio) degli anni 90 così come per la messa in onda in prima TV assoluta su Rai 1, il 9 dicembre 1996, quando il film fu visto da 13 431 000 telespettatori con il 43,82% di share; per l'occasione il film venne preceduto da un'introduzione di Adriano Celentano. Il ridoppiaggio venne ripristinato nel 1997, in occasione della replica del film su Rai 1, ed è stato utilizzato in tutte le versioni home video dal 2005 in poi.

### Redistribuzioni principali
- Stati Uniti: 25 dicembre 1947, 3 luglio 1957, 25 marzo 1966, 20 giugno 1975, 4 giugno 1982, 15 luglio 1988
- Danimarca: 26 dicembre 1954
- Emirati Arabi Uniti: 17 maggio 1957, 13 febbraio 1966, 15 dicembre 1979, 16 agosto 1985, 12 giugno 1992
- Finlandia: 20 dicembre 1957, 13 aprile 1979, 31 gennaio 2004 (limitata)
- Svezia: 21 dicembre 1957, 1º agosto 1969, 18 aprile 1986, 23 luglio 1993
- Giappone: 26 marzo 1960, 8 marzo 1969, 20 luglio 1974, 9 febbraio 1979, 12 marzo 1983
- Italia: 12 aprile 1968, 2 aprile 1976, 15 aprile 1983
- Germania Ovest: 21 dicembre 1973
- Regno Unito: 21 marzo 1986, 21 luglio 1993, 18 aprile 2009 (limitata)
- Australia: 23 giugno 1988, 18 settembre 1993
- Germania: 17 giugno 1993
- Francia: 30 giugno 1993

### Edizioni home video

Il logo del film utilizzato durante la sua distribuzione per l'home video

#### VHS
La prima edizione VHS del film in Italia uscì nel maggio 1992. Seguirono una riedizione in VHS nell'agosto 1997 e il 23 febbraio 2005, insieme alla prima edizione in DVD, come quinto titolo delle Walt Disney Platinum Editions. Le prime due edizioni in VHS presentavano il film col primo doppiaggio cinematografico, l'ultima edizione in VHS proponeva il ridoppiaggio cinematografico distribuito a partire dal 1968.

#### DVD
Il film fu pubblicato per la prima volta in DVD il 23 febbraio 2005, come quinto titolo delle Walt Disney Platinum Editions. La seconda edizione in DVD è uscita il 2 marzo 2011, insieme alla prima edizione in Blu-ray, come terzo titolo delle Walt Disney Diamond Editions.

##### Restauro digitale del 2005
Bambi fu il primo film Disney ad essere stato rimasterizzato in THX in occasione dell'uscita in DVD nel 2005 grazie a un negativo conservato alla Biblioteca del congresso in Ohio degli Stati Uniti. La pellicola al nitrato, su cui era registrato il film, oltre a essere molto infiammabile, è particolarmente instabile. Il film si stava lentamente deteriorando.
Fortunatamente il negativo in bianco e nero era ben conservato; ogni immagine del film fu riportata sulla pellicola sotto forma di immagini in «tonalità di grigio» fotografate con un filtro rosso, verde e blu che permette di conservare così il dinamismo dei colori. Ogni immagine fu digitalizzata e ripulita da ogni traccia accumulatisi nel tempo (polvere, sporcizia, patine varie…). Le immagini sono poi stabilizzate a colori, e rimontate per ricostruire il film. Fu poi paragonato a un «trasferimento in Technicolor» degli anni cinquanta per equilibrare le immagini.
Numerose colonne sonore monofoniche furono ascoltate per scegliere la traccia madre. Il suono fu poi ripulito da tutti gli schiocchi e i brusii, causati dal trasferimento Dolby degli anni 1980. Infine il suono fu trasferito in Dolby Digital 5.1. Furono poi corrette alcune anomalie del suono e del colore, dal negativo originale.

#### Blu-Ray
La prima edizione in BD è uscita il 2 marzo 2011, come terzo titolo delle Walt Disney Diamond Editions. L'edizione comprende un disco BD e la copia digitale del film. Il Blu-Ray, come pure il DVD, è disponibile anche insieme all'edizione speciale del midquel Bambi 2 - Bambi e il Grande Principe della foresta. Rispetto al DVD vengono ripristinati alcuni contenuti speciali della Platinum Edition e ne vengono aggiunti di nuovi.

## Accoglienza

### Incassi
Bambi perse soldi al box office nella sua prima uscita, ma recuperò il suo costo considerevole nel corso della riedizione del 1947. Questo fu causato dalla tempistica del rilascio, durante la seconda guerra mondiale, che danneggiò i numeri al botteghino del film. Il film non andò molto bene negli Stati Uniti e lo studio non aveva più accesso a molti mercati europei che fornivano una gran parte dei suoi profitti. Dopo l'anteprima di New York del film Roy Disney inviò un telegramma a suo fratello Walt che diceva: "Inferiore ai nostri calcoli di 4000 dollari. Appena tornato dal Music Hall. Impossibile concludere un accordo per rimanere una terza settimana… Gli affari notturni sono il nostro problema".

### Critica
Al momento della sua uscita, Bambi ricevette recensioni discordanti (di cui molte negative) da parte della critica, soprattutto a causa dell'animazione realistica degli animali e della storia della loro lotta contro i malvagi umani. I cacciatori si misero contro il film, dicendo che era "un insulto agli sportivi americani". Il New York Times affermò che "Nella ricerca della perfezione, il signor Disney è arrivato pericolosamente vicino a buttare via tutto il suo mondo di fantasia a cartoni animati". Il critico cinematografico Manny Farber lo definì "completamente sgradevole" e fu d'accordo con la dichiarazione del New York Times dicendo: "Nel tentativo di superare il realismo dei film in carne e ossa, egli [Disney] ha rinunciato alla fantasia, che era più o meno l'elemento magico". Le critiche, però, furono di breve durata e il deficit finanziario della sua prima uscita fu riparato più volte nelle successive riedizioni.
Oggi il film è considerato un classico, e detiene il 91% di valutazioni "Fresh" dalla critica su Rotten Tomatoes. I critici Mick Martin e Marsha Porter hanno definito il film "…il coronamento dello studio di animazione di Walt Disney". Il film è inserito anche nella Top 25 Horror Movies of all Time della rivista TIME. Bambi, afferma il TIME, "ha uno shock primario che tormenta ancora vecchietti che lo hanno visto 40, 50, 65 anni fa".

## Riconoscimenti
- 1943 - Premio Oscar
  - Nomination Migliore colonna sonora a Frank Churchill
  - Nomination Miglior canzone (Love Is a Song) a Frank Churchill
  - Nomination Miglior sonoro a C.O. Slyfield
- 1948 - Golden Globe
  - Premio Speciale a Walt Disney
- 1988 - Genesis Awards
  - Miglior classico
- 2018 - Premio Hugo
  - Miglior film (premio datato 1943)[58]

Nel giugno 2008 l'American Film Institute presentò un elenco dei suoi "10 Top 10" - i migliori dieci film in ciascuno dei dieci generi classici del cinema americano - dopo una votazione di oltre 1 500 persone della comunità creativa. Bambi si classificò al terzo posto nell'animazione. Nel dicembre 2011 il film è stato aggiunto al National Film Registry della Biblioteca del Congresso.

## Influenza culturale
Subito dopo l'uscita del film, Walt Disney permise che i suoi personaggi apparissero in campagne di servizio pubblico antincendio. Tuttavia, Bambi venne prestato al governo solo per un anno, quindi un nuovo simbolo fu necessario, portando alla creazione dell'Orso Smokey. Bambi e sua madre fanno anche un cameo nel cortometraggio satirico di Paperino La stagione della caccia (1955); il ruscello da cui stanno bevendo si riempie di lattine di birra e altri detriti e la madre di Bambi gli dice: "L'uomo è arrivato nella foresta. Vieni, andiamo via".
Nel 2006 l'Ad Council, in associazione con lo United States Forest Service, ha iniziato una serie di Pubblicità Progresso caratterizzate da filmati di Bambi e Bambi 2 per la prevenzione degli incendi. Durante gli annunci, quando il filmato di Bambi viene mostrato, lo schermo diventa nero per qualche istante con il testo «Non lasciate che le nostre foreste… diventino un "c'era una volta"» e di solito (ma non sempre) la pubblicità termina con la frase di Bambi "mamma, che cosa facciamo oggi?" seguita dall'Orso Smokey che dice "Solo tu puoi prevenire gli incendi", come il logo di Smokey è visualizzato sullo schermo. La pubblicità viene trasmessa su varie reti televisive e l'Ad Council l'ha anche messa su YouTube.
Nel dicembre 2011 Bambi è stato tra i film selezionati per la conservazione nel National Film Registry della Biblioteca del Congresso. Nella sua induzione, il Registry disse che il film era uno dei preferiti di Walt Disney e che è stato "riconosciuto per il suo eloquente messaggio sulla conservazione della natura".

### Impatto psicologico
Nel film, Disney «forza lo spettatore a emozionarsi costantemente con la visione dei cuccioli animali». Secondo Robin Allan, queste scene portano un riflesso condizionato che provoca una lacrima immediata.
Il film sembra anche «adatto a esprimere visivamente la scena della morte e della tragedia espressa nel libro di Salten», ma la cosa che sorprende è che questo effetto è ottenuto tagliando, paradossalmente, le scene più cruente, come la visione di sangue o cadaveri, con un'austerità vicina alla tragedia greca. Uno dei punti più discussi fu la visione o meno del cadavere della madre di Bambi. Per James Morrow il film arriva a «rappresentare con onestà e estremo realismo tutta la disperazione di un bambino nella perdita della madre». Un altro punto notevole del film è l'aver smosso molte coscienze sul problema della caccia indiscriminata e sul rispetto della natura.
Il film ha dato il nome a due effetti psicologici assai simili:
- L'effetto Bambi, ossia la reazione che minimizza la morte di un animale esteticamente meno piacevole alla vista rispetto a un'altra più piacevole[63][64];
- Le sindrome Bambi, che è costituito da «una compassione e un intenerimento per la sorte degli animali[65]». Ciò ha però qualche volta un effetto contrario a quanto si vuole pensare: prestando soccorso a un animale che sembra bisognoso di aiuto ma che il più delle volte potrebbe riuscire a cavarsela da sé, si rischia di isolare il membro dal branco che dopo il contatto umano non lo avvicinerebbe più[66]. La «sindrome Bambi» è sviluppata da Matt Cartmill in A View to a Death in the Morning[67]. Egli scrive che molti cacciatori vedono in Bambi la più grande propaganda anticaccia della storia[35]. Mark Pinsky aggiunge che Bambi è stato capace di forgiare più generazioni nel rispetto dell'ecologia e dei problemi della natura. Pinsky associa la «sindrome Bambi» al movimento anticaccia americano, come David Payne lo cita in From Mouse to Mermaid: The Politics of Film, Gender, and Culture[68]. Il film provocò anche un sentimento d'opposizione in senso liberale[69].

#### La morte della madre
Steven Watts osserva che un elemento comune dei film Disney anni quaranta quali Pinocchio, Dumbo, Bambi, è la figura del cucciolo orfano o isolato che si trova a vivere le difficoltà del mondo. Per Allan, la scena centrale della morte della madre di Bambi ha «causato un potente effetto sugli spettatori così forte come la scena della strega di Biancaneve». Ma come ricordano Thomas e Johnston la scena pose molti problemi e diverse furono le riunioni sul suo sviluppo.
La madre infatti doveva essere mostrata morta nel film e colpita alla testa; si optò anche per un ritorno di Bambi sul luogo del delitto e la scoperta di alcune tracce di sangue che venivano associate alla madre, ma si decise poi di lasciare ciò all'immaginazione dello spettatore.
Le parole del principe «tua madre non tornerà più» seguite da un lungo silenzio «vieni», con un altro silenzio e da «figlio mio» sono considerate come alcune delle più potenti in un cartone animato. L'ex Beatle Paul McCartney ha attribuito all'uccisione della madre di Bambi il suo iniziale interesse per i diritti degli animali.

#### L'uomo predatore
Thomas e Johnston, nel loro lavoro sui cattivi Disney, hanno dichiarato che il pericolo più grande era il cacciatore e il suo fucile. È difficile poi da definire cattivo poiché «non ha forse nessuna cattiveria in cuor suo se non uccidere mamma cervo» e il fatto che non abbia alcun pensiero per la sorte degli animali». Nonostante ciò Il cattivo off-screen "uomo" è stato posto al numero 20 della AFI's 100 Years… 100 Heroes and Villains. Thomas e Johnston aggiungono anche un altro cattivo: il fuoco, capace di generare un caos e una disperazione maggiori anche dell'uomo.
John Williams ha affermato che il tema musicale di Frank Churchill per l'"uomo" (che consisteva di 3 note semplici) fu una delle ispirazioni per il tema musicale de Lo squalo (che consiste di due note).

## Altri media

### Midquel
Un midquel del film, intitolato Bambi 2 - Bambi e il Grande Principe della foresta, situato a metà del film originale, mostra il Grande Principe della Foresta che lotta per crescere Bambi rimasto senza la madre e i dubbi di Bambi sull'amore del padre. Negli USA il film è uscito direct-to-video il 7 febbraio 2006, ma in molti paesi del mondo è uscito al cinema. Uno di questi paesi è proprio l'Italia, dove il film è stato distribuito nei cinema il 3 febbraio 2006, 4 giorni prima l'uscita in direct-to-video in America.

### Remake live-action
Il 24 gennaio 2020 viene riportato che la Walt Disney Pictures sta sviluppando il remake in live action del film; le sceneggiatrici Geneva Robertson-Dworet e Lindsey Beer ne scriveranno la sceneggiatura. La Disney ha affermato che la pellicola farebbe "compagnia" a Il libro della giungla (2016) e a Il re leone (2019), dal momento che i tre film rappresentano la fauna selvatica attraverso l'uso estensivo di CGI ed effetti speciali.

### Altre apparizioni
- Bambi compare nel film in tecnica mista del 1988 Chi ha incastrato Roger Rabbit insieme a molti altri personaggi dei cartoni animati.
- Bambi compare anche nella serie animata della Disney House of Mouse - Il Topoclub come ospite del locale assieme ai suoi amici e molti altri personaggi Disney.

## Merchandising
Dal film sono stati tratti giocattoli, peluche e fumetti. A lungo il marchio Bambi è stato uno dei merchandising più redditizi dello studio Disney, soprattutto se rivolto a un pubblico infantile o prescolare.

### Libri
- Nel 1961 comparve il libro I figli di Bambi, edito in Italia da Mondadori[74] e disponibile anche nella versione audio in vinile.[75]
- Viene realizzato un LP intitolato Walt Disney presenta Bambi: storia e canzoni complete del film con la colonna sonora, le canzoni tradotte in italiano, i dialoghi italiani del ridoppiaggio del 1968 e la voce narrante di Gianni Marzocchi.

### Fumetti
Bambi e i suoi compagni di avventure sono stati protagonisti di innumerevoli storie a fumetti, solitamente molto brevi, pubblicate in molti periodici a fumetti per bambini, fra cui anche l'italiano Topolino, dalla fine degli quaranta alla metà degli anni novanta. L'Italia è la nazione con più fumetti tratti dal mondo di Bambi, ne conta infatti più di 200. In queste storie il coniglietto Tamburino è stato ribattezzato Tippete, mentre la moffetta da Fiore è divenuta Fiorellino. L'Amico Gufo è stato ribattezzato Gufo Saggio e c'è il personaggio di Orsetto che, diversamente da quanto lascerebbe intendere il suo nome, è un procione.
- Bambi vanta numerose riduzioni a fumetti, una di queste è stata pubblicata nel 1948, scritta da Chase Craig per disegni di Morris Gollub.
- Bambi è comparso su ben cinque copertine di Topolino, nei numeri 1535 del 28 aprile 1985, 1596 del 29 giugno 1986, 1641 del 10 maggio 1987, 1693 dell'8 maggio 1988, 1918 del 30 agosto 1992.[79]
- Su Topolino 1922 del 27 settembre 1992 Bambi è protagonista della storia Bambi e l'adozione da sogno, disegnata da Giorgio Cavazzano e scritta da Massimo Marconi, realizzata per pubblicizzare il WWF e l'uscita della videocassetta del Classico.[79]

### Videogiochi
- Bambi appare nel primo capitolo della serie videoludica targata Disney e Square Enix Kingdom Hearts. In questo gioco aiuta Sora durante le battaglie dopo che quest'ultimo lo ha protetto dagli Heartless, responsabili della distruzione del suo mondo. Dopo averlo attivato diventa un supporto per le battaglie per Sora, Pippo e Paperino.
- Bambi compare nel videogioco per Nintendo Switch sviluppato da Disney e Namco Disney Tsum Tsum Festival come personaggio giocabile insieme ad altri personaggi Disney.